# إم إس ريغولا
إم إس ريغولا (بالإنجليزية: MS Regula) هي عبارة لنقل الركاب والمركبات، بُنيت في ألمانيا الغربية بواسطة شركة ماير فيرفت وأُطلقت في عام 1971. شغلتها في البداية شركة LB Ferries على خط العبارات بين هلسينغور وهلسينغبورغ، الرابط بين الدنمارك والسويد.
كانت "ريغولا" ثاني سفينة من بين ثلاث سفن شقيقة متطابقة، وتمتعت عند إطلاقها بسعة أولية تبلغ 800 راكب و75 سيارة.

## التاريخ التشغيلي

### الخدمة المبكرة (1971–1990s)
بدأت "ريغولا" العمل على خط هلسينغور– هلسينغبورغ، حيث خدمت كحلقة وصل رئيسية بين الدنمارك والسويد. بفضل سعتها الكبيرة نسبيًا آنذاك، كانت خيارًا مفضلًا لنقل المسافرين والسيارات في الرحلات القصيرة عبر المضيق.

### التغييرات اللاحقة
خضعت السفينة لعدة تحديثات لتحسين الراحة وزيادة الكفاءة التشغيلية، كما تم تعديل سعتها في بعض الفترات بما يتناسب مع متطلبات الخطوط الملاحية المختلفة.

### الجدول الزمني لخدمتها
| السنة | الحدث                                 | ملاحظات                                |
| ----- | ------------------------------------- | -------------------------------------- |
| 1971  | الإطلاق في ألمانيا الغربية            | بُنيت في حوض ماير فيرفت                 |
| 1971  | بدء الخدمة على خط هلسينغور–هلسينغبورغ | مشغلها شركة LB Ferries                 |
| 1980s | تحديثات وصيانة رئيسية                 | تحسينات في الكبائن وأنظمة السلامة      |
| 1990s | تغيير مسارات الخدمة                   | تشغيلها على خطوط مختلفة في بحر البلطيق |

## المشغلون اللاحقون والوضع الحالي
بعد فترة خدمتها على خط هلسينغور – هلسينغبورغ، انتقلت ملكية "ريغولا" إلى مشغلين آخرين في تسعينيات القرن العشرين، حيث عملت على خطوط بحرية في بحر البلطيق وبحر الشمال.
في العقدين الأخيرين، استُخدمت العبارة في رحلات تربط بين موانئ إستونيا والسويد، بما في ذلك خدمة خطوط الركاب والسيارات بين بالديسكي وكابيلسكيور. وحتى اليوم، لا تزال السفينة في الخدمة، بعد إجراء تحديثات لأنظمة الملاحة والسلامة بما يتوافق مع المعايير الأوروبية الحديثة.